# Western blot

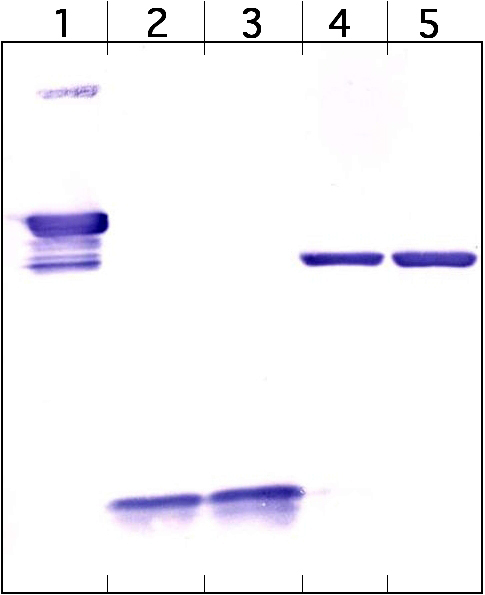
Kép a Western Blotról

A Western blot egy molekuláris biológiai/biokémiai módszer egy biomolekulák komplexében lévő fehérje kimutatására, melyhez specifikus antitesteket, streptavidint, egy fehérjerészt (például his-Tag), biotint vagy c-myc-et használnak. Ez egy analitikus technológia, amelyet sejt/szövet fehérjeexpressziójának, fehérjeprodukciójának mérésére, minőségi ellenőrzésre, orvosi diagnosztikára, illetve kutatási eszközként hoztak létre.
Az elnevezés a Southern blot DNS-detektáló technikából ered, melyet már korábban kifejlesztett Edwin Southern. Ez után keresztelték el az RNS-t kimutató módszert Northern blotnak, és a fehérjét analizálót Western blotnak.

## A Western blot lépései

### Gélelektroforézis
Az első lépés a gélelektroforézis. A minta fehérjéit a gélen moláris tömegük alapján választják el, általában SDS-PAGE-et, azaz nátrium-dodecilszulfát-poliakrilamid-gél-elektroforézist használnak. A gélen több sáv van, így a minták párhuzamosan vizsgálhatók. 2-D-s elektroforézist is kifejlesztettek, melyen a minták komponensei két irányban is képesek elválni egymástól, ezzel nagyobb felbontóképességet eredményezve, melyben az egyik irányban az izoelektromos pont alapján, a másik irányban pedig a moláris tömeg alapján szeparálódnak.

### Transzfer
Elektroforézis gél vékony és törékeny, ezért nehéz lenne véghez vinni a fehérjék kimutatásához szükséges minden lépést rajta. Emiatt transzferálják nitrocellulóz membránra vagy PVDF-re a gél tartalmát. Ez maga a blottolás folyamata, amikor a fehérjék a szondákat tartalmazó membránra kerülnek át. A membránnak fehérje kötő részei vannak, melyek nem specifikusak, minden fehérjét azonos valószínűséggel kötnek. A kötés pedig hidrofób kölcsönhatás alapján megy végbe, illetve elektromos hatások is fellépnek a membrán és a fehérje között.

### Blokkolás
A membránt aztán blokkolják, hogy megakadályozzák a nem-specifikus fehérje kölcsönhatásokat a membrán és az antitest fehérjék között. Ezt úgy oldják meg, hogy a membrán szérum albumin (BSA), nem zsíros, száraz tejpor és detergensek (mint a Tween 20, vagy a kolloidális szén) oldatába helyezik. Blokkolás nélkül a szonda a membránhoz is kötődne.

### Megjelölés
A fehérjék megjelölését a membránon egy két lépéses technológia teszi lehetővé, de manapság már igen közkedveltek és használhatóbbak az egy lépéses mechanizmusok.

#### Két lépés
- Primer Antitest

Az antitestet (gyakran nevezik primer antitestnek), amely felismeri a vizsgált fehérjét, a membránon inkubálják. Az antitestet olyan oldatban tartják, amely tartalmaz sót, mint NaCl-ot, néhány fehérjét (BSA) annak érdekében, hogy megakadályozzák az antitestek nem-specifikus kötődését a felülethez, illetve valamennyi puffert is, amely az oldat neutrális pH-ját tartja fent. A hígított antitest oldat és a membrán egy műanyag zacskóba kerül, ahol kényelmesen inkubálódhat kb. fél órán keresztül. A primer antitest nem kötődhet más fehérjékhez a membránon; ezt úgy érhetjük el, ha egy állatot (általában nyulat vagy kecskét) immunizálunk (az állat testébe injektáljuk az adott fehérjét) a vizsgálni kívánt fehérjével, majd összegyűjtjük azokat az antitesteket, melyeket az állat ezek ellen termelt. Magas felbontóképességet eredményező monoklonális antitestek is használatosak.
- Másodlagos Antitest

Miután átöblítettük a membránt a nem kötött antitestek kimosása érdekében, a másodlagos antitestekkel is inkubáljuk azt. Ez kötődik az elsődleges antitesthez, és általában más állattal termeltetik. (Például a kecske anti-nyúl antitest esetében, a másodlagosat nyúlban termeltették.) Ez a másodlagos antitest gyakran egy enzimmel kapcsolható össze, amely lehetővé teszi a membránon a kötés elhelyezkedésének pontos felismerését. Az ELISA módszert hozhatjuk példaként, ahol az enzim egy szubsztrát molekulát alakít át úgy, hogy az egy színreakción megy keresztül, amely láthatóvá teszi a membránon. Egyes esetekben olyan mennyiségű fluoreszcencia keletkezik, mely felkínálja azt a lehetőséget, ahol a membránt filmre helyezve is megjelenik a kötések elrendeződése.
Egy harmadik lehetőség a radioaktív címke használata, melyben a másodlagos antitesthez egy azt kötő fehérje van kapcsolva, mint például a Staphylococcus Protein A, melyet radioaktív jód izotóppal jelöltünk meg.
Mivel a primer antitest a vizsgálni kívánt fehérjét, a szekunder a primer antitestet ismeri fel, így a folt jelenléte a membránon egyértelműen utal a fehérje jelenlétére is. Méretekre is következtethetünk, ha rendelkezünk egy fehérje méret markerrel.

#### Egy lépés
A még eredményesebb fehérje analízis érdekében fejlesztették ki az egy lépéses módszert, amely gyorsabb folyamatot és kevesebb felhasználandó anyagot igényel. Ehhez olyan antitestre van szükség, amely felismeri a vizsgálandó fehérjét és tartalmaz detektálható címkét. A primer szondát az előbbihez hasonló módon inkubálják a membránnal, ezután fog néhány mosási eljárás után készen állni a közvetlen detektálásra.

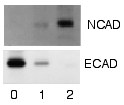
Radioaktív detektálást alkalmazó Western blot

### Detektálás
Miután a nem kötött szondák kimosódtak, a Western blot azon fehérjéi, melyek a jelölt szondákhoz kötődtek, készen állnak a kimutatásra. Erre több mód is létezik:

#### Kolorimetrikus detektálás
A kolorimetrikus és növelt kemilumineszcenciás kimutatási módszerek függnek a Western blot olyan enzim szubsztráttal történő inkubálásától, amely képes reakcióba lépni a jelölt szondával és így képes láthatóvá tenni a fehérjét. A kolorimetrikus detektálás azon az elven alapszik, mely szerint az olyan enzim, mint a peroxidáz, átalakítja az oldható festéket oldhatatlanná, amely így az enzim mellett marad, megfestve ezzel a nitrocellulóz membránt. Ez a folyamat több percet is igénybe vehet, és általában további víz hozzáadásával lehet leállítani.

#### Megnövelt kemilumineszcencia (Enhanced Chemiluminescence-ECL)
Az ECL kimutatási módszerek függnek a Western blot olyan enzim szubsztráttal történő inkubálásától, amely képes reakcióba lépni a jelölt szondával és így képes láthatóvá tenni a fehérjét. Azon szubsztrát enzimatikus átalakításán alapszik, mely fényt generál az enzimatikus reakció eredményeként. A fényt CCD kamerával detektáljuk, mely digitális képet készít a Western blotról, lehetővé téve a későbbi moláris tömegre vonatkozó, vagy kvantitaív analízist. Az ECL-t a legérzékenyebb módszerek között tartják számon.

#### Radioaktív kimutatás
A radioaktív jelölés nem igényel enzim szubsztrátokat, hanem az orvosi használatban lévő Röntgen-filmet közvetlenül a Western blotra helyezve, azon sötét helyeket képez, amelyek tökéletesen egybeesnek a vizsgált fehérje sávjaival (l. jobb alsó kép). Viszont a módszer jelentősége az ára, ami az egészségügyi és biztonsági kockázatok, illetve a nagy felbontású ECL által nyújtott lehetőségek miatt csökken.

#### Fluoreszcens kimutatás
A fluoreszcensen jelölt szondát fénnyel gerjeszteni lehet, és az emisszió photoszenzorral (például CCD kamera) detektálható. Ezt a módszert is a legérzékenyebbek között tartják számon.

### Másodlagos jelölés
Egy nagy különbség van a nitrocellulóz és a PVDF membránok között, az antitestek lemoshatósága eltér, azaz nem azonos az újrahasznosíthatóságuk mértéke. A PVDF egyszerűbb kimosást tesz lehetővé, és többször újrahasználható, még mielőtt a háttérzaj lehetetlenné tenné a munkát. Egy másik különbség, hogy a PVDF-et 100% metanolban vagy izopropanolban kell tartani használat előtt.

## Orvosi diagnosztikai alkalmazások
- Western blottal az anti-HIV antitestek detektálhatók az emberi szérummintában.
- A kergemarha-kór vagy BSE és
- a Lyme-kór egyes formáinak kimutatására is használható.